# ダニー・ビッテンコルト・モライス
ダニー・モライス（Danny Morais）ことダニー・ビッテンコルト・モライス（ポルトガル語: Danny Bittencourt Morais、1985年6月29日 - ）は、ブラジルの元サッカー選手。現役時代のポジションはDF。
Kリーグ時代の登録名はモライス（ハングル: 모라이스）。

## クラブ歴
2006年にSCインテルナシオナルのトップチームに昇格。2007年11月にチームメイトのゴンサロ・ソロンドが負傷し全治6ヶ月と診断されたため、出番を増やした。2010年2月13日にボタフォゴFRに期限付き移籍。ボタフォゴにとってはサンドロ・シウヴァに次ぐ補強となった。

## タイトル
インテルナシオナル
- カンピオナート・ガウショ: 2008, 2009
- ドバイカップ: 2008
- コパ・スダメリカーナ: 2008
- スルガ銀行チャンピオンシップ: 2009

ボタフォゴ
- カンピオナート・カリオカ: 2010

バイーア
- カンピオナート・バイアーノ: 2012

サンタクルス
- カンピオナート・ペルナンブカーノ: 2015, 2016
- コパ・ド・ノルデスチ: 2016